# Declaración de guerra de México contra las Potencias del Eje
El 22 de mayo de 1942, México declaró formalmente la guerra a las Potencias del Eje en apoyo de los Aliados, luego de pérdidas de buques petroleros en el Golfo de México, en particular el Potrero del Llano y el Faja de Oro, por ataques de submarinos alemanes. Cabe recordar que este hecho causó que México abandonase su estado de neutralidad para entrar a la Segunda Guerra Mundial.

## Antecedentes
Nueve días antes de que el país norteamericano declarase la guerra a la Alemania nazi, el Imperio del Japón y el Reino de Italia, el 13 de mayo de ese año, el submarino alemán U-564 atacaría al Potrero del Llano a las 23:55 horas. Según la bitácora del submarino en las coordenadas: 25°35′N 80°06′O / 25.583, -80.100. En dicho buque petrolero iban a bordo 35 marinos de tripulación, de los cuales 14 perdieron la vida; entre las víctimas estaban tres elementos de la Marina de México como capitán el teniente de navío Gabriel Cruz Díaz, como segundo de a bordo el teniente de fragata Rafael Castelán Orta, y el primer maestre Enrique Andrade Díaz, quien era el radio-operador, quienes fueron designados ante la deserción del capitán Juan Ávalos Guzmán y otros marineros más, quedándose únicamente 11 trabajadores de Pemex. Entre los sobrevivientes se encontraba el teniente de navío Jorge Mancisidor Gales.
Tras protestar por el ataque, el gobierno mexicano no recibió respuesta salvo por un nuevo atentado el 20 de mayo. Otro buque petrolero, el Faja de Oro, quedó bajo el Golfo de México por un torpedo alemán. El 22 de mayo, el presidente Manuel Ávila Camacho convocó una sesión extraordinaria del Congreso de la Unión para otorgar al ejecutivo la facultad para declarar un estado de guerra entre México y las potencias del Eje.

## Texto de la declaración
EL CONGRESO DE LOS ESTADOS UNIDOS MEXICANOS DECRETA:
ARTÍCULO I. Se declara que a partir del 22 de mayo de 1942 existe estado de guerra entre los Estados Unidos Mexicanos y Alemania, Italia y Japón.
ARTÍCULO II. El Presidente de la República hará la declaración correspondiente y las notificaciones internacionales que correspondan.
ARTICULOS TRANSITORIOS
ARTÍCULO I. Esta ley entrará en vigor a partir de la fecha de su publicación en el Diario Oficial de la República.
ARTÍCULO II. Esta ley se dará a conocer solemnemente en toda la República.
En cumplimiento de la fracción I, del artículo 89, de la Constitución Política de los Estados Unidos Mexicanos, y para su publicación y observancia, expido el presente Decreto en la residencia del Poder Ejecutivo Federal, en la Ciudad de México, Distrito Federal, a el 1 de junio de 1942.

(sgd.) Manuel Avila Camacho